# 伊姆兰
伊姆兰（法語：Imling，法語發音：[imlɛ̃]）是法国摩泽尔省的一个市镇，属于萨尔堡-萨兰堡区。

## 地理
伊姆兰（48°43'10"N, 7°1'26"E）面积6.11 平方千米，位于法国大東部大區摩泽尔省，该省份为法国东北部内陆省份，是洛林的一部分，西南接默尔特-摩泽尔省，东临下莱茵省，北与卢森堡和德国接壤。
与伊姆兰接壤的市镇（或旧市镇、城区）包括：贝班、埃斯、萨尔堡、舒阿桑日。
伊姆兰的时区为UTC+01:00、UTC+02:00（夏令时）。

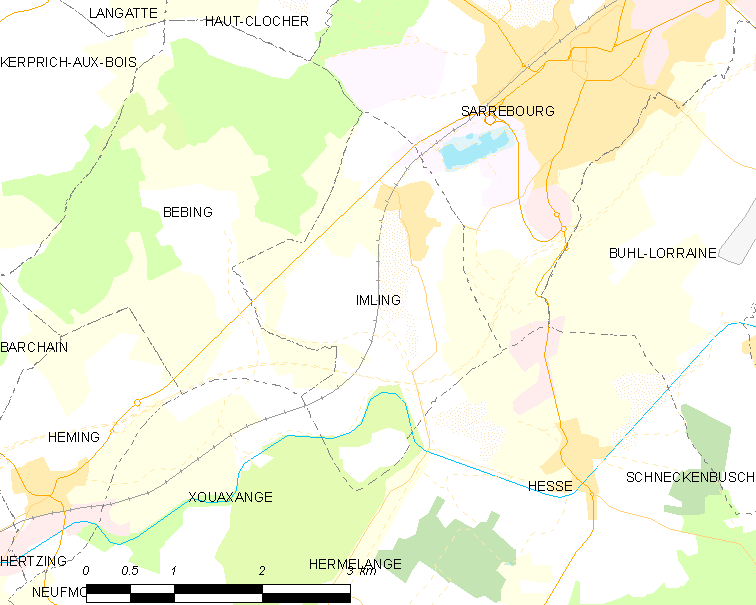
伊姆兰的OSM定位图

## 行政
伊姆兰的邮政编码为57400，INSEE市镇编码为57344。

## 政治
伊姆兰所属的省级选区为萨尔堡县。

## 人口

1962-2008年间伊姆兰人口变化图示

伊姆兰于2022年1月1日时的人口数量为702人。